# Данилевский, Андрей Иванович
Андрей Иванович Данилевский (1847 — после 1914) — русский художник.

## Биография
С 1870 по 1877 обучался в Императорской Академии Художеств в Санкт-Петербурге. Во время учёбы в 1873 получил малую серебряную медаль, в 1874 — большую и малую серебряные медали, 31 октября 1877 г. — звание классного художника 2 степени за программу «Адам и Ева находят убитого Авеля».
На службе с 1884 года. Работал преподавателем Харьковского института благородных девиц. С 1888 по 1914 — преподаватель по найму Харьковского технологического института. Читал курс лекций по черчению. Одновременно преподавал рисование в Харьковском городском ремесленном училище (1909—1911), частной мужской гимназии Ракушана (1909), частной гимназии Давиденко (1910).
С 1889 состоял членом Харьковского общества любителей изящных искусств.
Коллежский асессор.

## Творчество
Художник двухмерного пространства.
Кисти А. И. Данилевского принадлежат 29 икон главного иконостаса Собора Благовещения Пресвятой Богородицы в Харькове.
Брат писателя Г. П. Данилевского.